# 梅塞尔鹘科
梅塞尔鹘科（学名：Messelasturidae）是一类生活在始新世北美洲和欧洲的鸟类。这类鸟某些结构类似隼形目，某些结构类似鹦形目，近期研究认为其与鹦雀总目关系更近。